# Paolo Maurensig
Paolo Maurensig (Gorizia, 26 marzo 1943 – Udine, 29 maggio 2021) è stato uno scrittore italiano.

## Biografia
Terminati gli studi classici, da Gorizia si trasferì a Milano. Dopo essere stato agente di commercio, passò all'editoria. Il successo letterario gli arrise nel 1993 con La variante di Lüneburg, un romanzo che narra di una partita tra due maestri di scacchi attraverso gli eventi della seconda guerra mondiale, con finale a sorpresa sulla vera natura dei giocatori. Il secondo romanzo, Canone inverso del 1996, è invece incentrato sulla musica, in una cornice mitteleuropea che è stata la base per la versione cinematografica diretta da Ricky Tognazzi. Maurensig è morto all'ospedale di Udine il 29 maggio 2021 all'età di 78 anni a causa di un tumore. Era stato assessore al Comune di Udine.

## Opere
- I saggi fiori e altri racconti, Edizioni Ippocampo, Milano, 1964.
- La variante di Lüneburg, Adelphi, Milano, 1993, ISBN 88-45-91819-X.
- Canone inverso, Arnoldo Mondadori Editore, Milano, 1996, ISBN 88-04-44892-X.
- L'ombra e la meridiana, Arnoldo Mondadori Editore, 1998, Milano, ISBN 88-04-44216-6.
- Venere lesa, Arnoldo Mondadori Editore, Milano, 1998; Roma, Theoria, 2019, ISBN 978-88-999-9772-4.
- Gianni Borta. Gesto, natura, azione, Maioli, 1998, ISBN 88-900088-4-9
- L'uomo scarlatto, Arnoldo Mondadori Editore, Milano, 2001, ISBN 88-04-48821-2.
- Polietica. Una promessa, Marsilio Editore, Venezia, 2003, ISBN 88-31-78281-9 - scritto con Riccardo Illy
- Il guardiano dei sogni, Arnoldo Mondadori Editore, Milano, 2003, ISBN 88-04-54976-9.
- Vukovlad - Il signore dei lupi, Arnoldo Mondadori Editore, Milano, 2006, ISBN 88-04-55033-3.
- Gli amanti fiamminghi, Arnoldo Mondadori Editore, Milano, 2008, ISBN 978-88-04-57374-6; Roma, Theoria, 2019, ISBN 978-88-999-9788-5.
- La tempesta - Il mistero di Giorgione, Morganti Editori, 2009, ISBN 978-88-95-91617-0.
- L'oro degli immortali, Morganti Editori, 2010, ISBN 978-88-959-1633-0.
- L'ultima traversa, Barbera, 2012; Barney, 2015, ISBN 978-88-986-9333-7; Roma, Theoria, 2018, ISBN 978-88-999-9744-1.
- Il golf e l'arte di orientarsi con il naso, Collana Scrittori italiani, Milano, Mondadori, 2012, ISBN 978-88-046-1596-5.
- L'arcangelo degli scacchi - vita segreta di Paul Morphy, Arnoldo Mondadori Editore, Milano, 2013, ISBN 978-88-04-62465-3.
- Amori miei e altri animali, Giunti Editore, Firenze, 2014, ISBN 978-88-09-78782-7.
- Teoria delle ombre, Collana Fabula, Adelphi, Milano, 2015, ISBN 978-88-45-93025-6.
- Il Margrâf, Testo friulano, trad. A. Sandrini, Campanotto, 2016, ISBN 978-88-456-1486-6.
- Il diavolo nel cassetto, Collana L'Arcipelago, Einaudi, Milano, 2018, ISBN 978-88-06-23666-3
- Il gioco degli dèi, Collana Supercoralli, Torino, Einaudi, 2019, ISBN 978-88-062-4074-5.
- Pimpernel. Una storia d'amore, Collana Supercoralli, Torino, Einaudi, 2020, ISBN 9788806246419.
- L'ombra e la meridiana, Santarcangelo di Romagna, Theoria, 2021, ISBN 978-88-549-8114-0.
- Il quartetto Razumovsky, Collana Supercoralli, Torino, Einaudi, 2022, ISBN 978-88-062-5257-1.

## Riconoscimenti
- 1993 -  Premio Giuseppe Berto[5] e Premio Procida-Isola di Arturo-Elsa Morante (sezione Opera prima)
- 1994 - Premio Latisana per il Friuli (ora Premio Letterario Internazionale "Latisana per il Nord-Est")[6]
- 1997 - Premio Hemingway[7]
- 2008 - Premio Santi Ilario e Taziano[8].
- 2016 - Premio Cortina d'Ampezzo [9] e Premio Bagutta per Teoria delle ombre
- 2019 - Premio Scanno[10]
- 2020 - Premio “Nadal Furlan”[11]